# Croce potenziata

Croce potenziata

Una croce potenziata (☩, unicode U+2629) è una croce con tutti i bracci uguali che terminano con una croce in tau, da ciò il suo nome.

## Storia

Emblema del Regno di Gerusalemme

La croce potenziata fu adottata da Goffredo di Buglione per il Regno di Gerusalemme, il cui stemma è d'argento, alla croce potenziata d'oro, accantonata da 4 crocette dello stesso.
Fu in seguito ripresa da padre Jacques Sevin nel 1916 come segno di riconoscimento per i suoi scout belgi che non potevano portare l'uniforme, essendo lo scautismo stato proibito dall'esercito tedesco che occupava il paese. Al momento della fondazione della Federazione nazionale cattolica degli scouts di Francia nel 1920, questo simbolo fu scelto come insegna e in seguito si diffuse rapidamente nelle altre organizzazioni scout straniere. Per questo motivo la croce potenziata è generalmente considerata come il simbolo distintivo delle organizzazioni scout cattoliche.
Pur tuttavia, questo simbolo fu utilizzato anche in altri contesti: in particolare, durante il periodo dei totalitarismi venne utilizzato dal movimento austriaco di ispirazione fascista chiamato austrofascismo.

## Uso in Italia
In Italia la croce potenziata è presente sui seguenti stemmi, tutti di enti calabresi:

Calabria
Provincia di Catanzaro
Provincia di Vibo Valentia
Provincia di Cosenza
Stemma della famiglia Marzano